# Onion (album)
Onion es el quinto álbum de estudio de la banda estadounidense Shannon and the Clams. Fue lanzado el 16 de febrero de 2018 bajo Easy Eye Records.
El álbum se inspiró parcialmente y rinde homenaje al incendio del almacén de Oakland Ghost Ship en 2016.

## Producción
El álbum fue grabado durante un período de diez días en enero de 2017 en el Easy Eye Sound Studio del productor Dan Auerbach en Nashville, Tennessee.

## Lanzamiento
Shannon and the Clams anunciaron el lanzamiento de su quinto álbum de estudio el 7 de diciembre del 2017.

### Videos musicales
El 8 de diciembre de 2017, se lanzó el video musical de "The Boy". Dirigida por Ryan Daniel Brown, presenta al vocalista Cody Blanchard viajando por un camino rural. Andrea Domanick de Vice dijo que la canción es "una pista brillante y cargada de ganchos que inmediatamente se te mete debajo de la piel con su coro de pared de sonido, plagado de rasgueos de guitarra nítidos, riffs en cascada y armonías crudas dirigidas por el vocalista y guitarrista Cody Blanchard." 
El 1 de febrero de 2018, se lanzó el segundo video musical "Backstreets". Blanchard explicó la canción: "Fue una de las últimas cosas que escribimos para el disco. Tenía un gancho completamente diferente al principio y a nadie le gustó excepto a nuestro teclista Will Sprott y lo presentamos, pero Will vio algo prometedor y realmente quería que hiciera el álbum. En los ensayos finales antes de partir hacia Nashville, sugirió que nos quedáramos con los versos y mezcláramos la canción con este otro gancho glamoroso que había escrito (la parte del medio tiempo 'tomando las calles secundarias ...') que necesitaba versos para acompañarlo. ya todos nos encantó la combinación extraña".

## Recepción de la crítica
Onion recibió críticas "generalmente favorables" de los críticos. En Metacritic, que asigna una calificación promedio ponderada de 100 a las reseñas de las publicaciones principales, esta publicación recibió una puntuación promedio de 81 basada en 8 reseñas.  Album of the Year  le dio al lanzamiento un 71 sobre 100 basado en un consenso crítico de 7 reseñas. 
Mark Deming de AllMusic dijo sobre el lanzamiento: "Onion es maduro y contemplativo en comparación con los esfuerzos anteriores de Shannon & the Clams, pero es música que proviene de un lugar de celebración y amor, y estas canciones te harán bailar y cantar".  Hal Horowitz de American Songwriter le dio al álbum cuatro de cinco estrellas, explicando "Las 13 pistas tienen un final conservador de 42 minutos y los estilos, aunque claramente retro, son lo suficientemente variados como para hacer que el set parezca aún más corto. La producción es nítida, enfocada y juega con los puntos fuertes de la banda sin parecer un cliché o una parodia del pop clásico que la banda obviamente idolatra".

## Listado de pistas
| N.º | Título                   | Duración |  |
| 1.  | «The Boy»                | 3:02     |  |
| 2.  | «It's Gonna Go Away»     | 3:11     |  |
| 3.  | «Backstreets»            | 3:26     |  |
| 4.  | «If You Could Know»      | 1:52     |  |
| 5.  | «I Never Wanted Love»    | 3:39     |  |
| 6.  | «Onion»                  | 2:46     |  |
| 7.  | «Did You Love Me»        | 3:32     |  |
| 8.  | «Love Strike»            | 2:47     |  |
| 9.  | «I Leave Again»          | 3:09     |  |
| 10. | «Tryin'»                 | 3:57     |  |
| 11. | «Tell Me When You Leave» | 2:22     |  |
| 12. | «Strange Wind»           | 3:21     |  |
| 13. | «Don't Close Your Eyes»  | 4:01     |  |